# Thạch Bình, Hồng Hà
Thạch Bình (chữ Hán giản thể: 石屏县, Hán Việt: Thạch Bình huyện) là một huyện thuộc châu tự trị dân tộc Cáp Nê, Di Hồng Hà, tỉnh Vân Nam, Cộng hòa Nhân dân Trung Hoa. Huyện này có diện tích 3.090 km², dân số năm 2002 là 29 vạn người. Chính quyền huyện đóng ở trấn Dị Long.

## Phân chia hành chính
Huyện được chia thành 4 trấn và 8 hương.
- Trấn: Dị Long, Bảo Tú, Bá Tâm và Long Minh.
- Hương: Đào Thôn, Mạo Hợp, Tân Thành, Á Phòng Tử, Đại Kiều, Long Vũ, Tiếu Xung và Ngưu Nhai.